# Grong Grong (Meureudu)
Grong Grong is een bestuurslaag in het regentschap Pidie Jaya van de provincie Atjeh, Indonesië. Grong Grong telt 802 inwoners (volkstelling 2010).